# Гаёк (Белоцерковский район)
Гаёк (укр. Гайок) — село, входит в Белоцерковский район Киевской области Украины.
Население по переписи 2001 года составляло 374 человека. Телефонный код — 4563.
Находится почти на границе с Васильковским районом Киевской области, возле с. Пологи.
Село находится на железнодорожной станции "Гай" пригородных электропоездов Юго-Западной железной дороги и имеет регулярное сообщение между Киевом, Белой Церковью, Мироновкой и Фастовом.
Сообщается автодорогами с трассами Р04 и Е95.
На территории села находятся озера с рыбной ловлей.

## Местный совет
09132, Киевская обл., Белоцерковский р-н, с. Вольная Тарасовка, ул. Майская, 2а